# Nisos Fournoi Kai Nisides Thymaina Alatonisi, Thymainaki, Strongylo, Plaka, Makronisi, Mikros Kai Megalos Anthropofagos, Agios Minas Kai Thalassia Periochi
Nisos Fournoi Kai Nisides Thymaina Alatonisi, Thymainaki, Strongylo, Plaka, Makronisi, Mikros Kai Megalos Anthropofagos, Agios Minas Kai Thalassia Periochi este o arie protejată (arie de protecție specială avifaunistică — SPA) din Grecia întinsă pe o suprafață de 24.068,91 ha, integral pe uscat.

## Localizare
Centrul sitului Nisos Fournoi Kai Nisides Thymaina Alatonisi, Thymainaki, Strongylo, Plaka, Makronisi, Mikros Kai Megalos Anthropofagos, Agios Minas Kai Thalassia Periochi este situat la coordonatele 37°34′25″N 26°31′24″E / 37.573636°N 26.523223°E.

## Înființare
Situl Nisos Fournoi Kai Nisides Thymaina Alatonisi, Thymainaki, Strongylo, Plaka, Makronisi, Mikros Kai Megalos Anthropofagos, Agios Minas Kai Thalassia Periochi a fost declarat arie de protecție specială avifaunistică în octombrie 2001 pentru a proteja 28 de specii de animale.

## Biodiversitate
Situată în ecoregiunile marină mediteraneană și mediteraneană, aria protejată nu include niciun habitat protejat.
La baza desemnării sitului se află mai multe specii protejate de  păsări (28): lăstunul mare (Apus apus), stârc cenușiu (Ardea cinerea), șorecarul comun (Buteo buteo), ciocârlie-cu-degete-scurte (Calandrella brachydactyla), caprimulg (Caprimulgus europaeus), șerpar (Circaetus gallicus), erete alb (Circus macrourus), lăstun de casă (Delichon urbicum), egretă mică (Egretta garzetta), Emberiza caesia, Falco eleonorae, șoim călător (Falco peregrinus), rândunică (Hirundo rustica), Hydrocoloeus minutus, stârc pitic (Ixobrychus minutus), sfrânciocul cu frunte neagră (Lanius minor), pescăruș râzător (Larus ridibundus), codobatura galbenă (Motacilla flava), stârc de noapte (Nycticorax nycticorax), vultur pescar (Pandion haliaetus), vrabie negricioasă (Passer hispaniolensis), viespar (Pernis apivorus), Phalacrocorax aristotelis desmarestii, Phalacrocorax carbo sinensis, corcodel mare (Podiceps cristatus), corcodel-cu-gât-negru (Podiceps nigricollis), turturică (Streptopelia turtur), Tachymarptis melba
Pe lângă speciile protejate, pe teritoriul sitului au mai fost identificate 2 specii de păsări.